# Pic de Portavera
El pic de Portavera o tuc de Portavera és un cim de 2.256 metres que es troba entre el municipi de l'Alt Àneu (Pallars Sobirà) i França.